# Gregg Berhalter
Gregg Berhalter (Englewood, 1 de agosto de 1973) é um ex-futebolista e treinador de futebol norte-americano, que atuava como zagueiro. Atualmente está na Chicago Fire.

## Carreira como jogador

### Início
De origens alemã e irlandesa, Berhalter, assim como a maioria dos jogadores de futebol dos EUA, iniciou a sua trajetória futebolística em torneios universitários, sendo inclusive colega de classe do meio-campista Claudio Reyna na Escola Preparatória St. Benedict. Seu primeiro time foi o Raleigh Flyers, que disputava a USISL, em 1993.

### Zwolle
Assinaria seu primeiro contrato profissional em 1994, no Zwolle, atuando em 37 partidas e marcando 3 gols. Jogaria mais 5 anos no futebol holandês, pelas equipes do Sparta Rotterdam e do Cambuur Leeuwarden, atuando respectivamente em 10 e 56 partidas.

Berhalter teve ainda uma malsucedida passagem pelo Crystal Palace, jogando apenas 19 partidas e marcando um gol. Em 2002, saiu da Inglaterra e foi contratado pelo Energie Cottbus, tendo uma passagem destacada pela equipe alemã: até 2006, o zagueiro disputou 111 partidas e fez 9 gols.

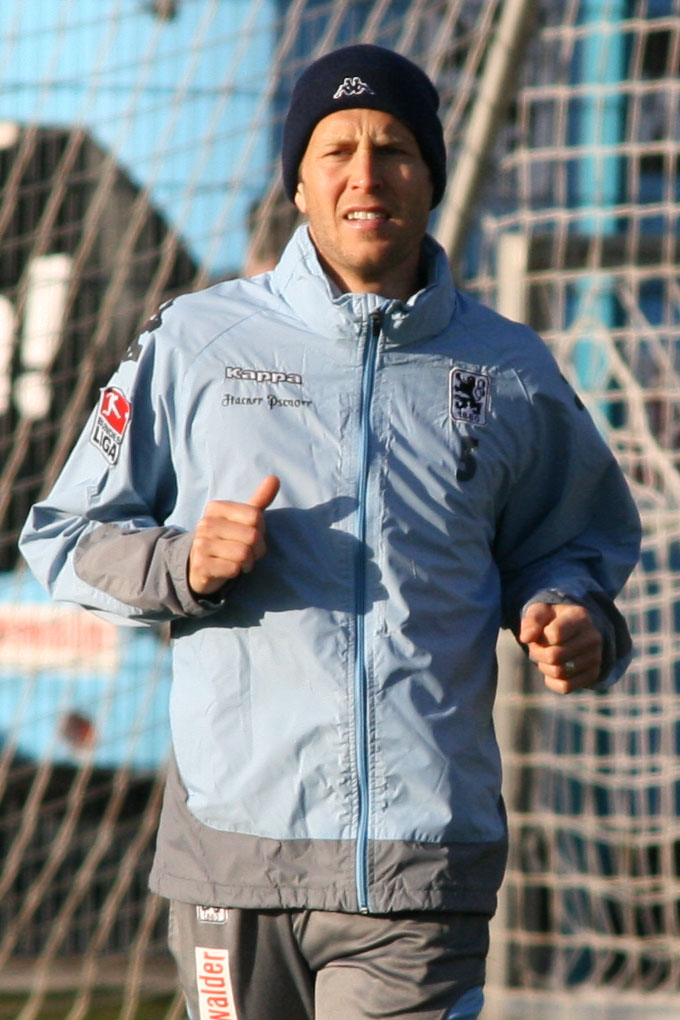
Berhalter em 2007, durante treino do Munique 1860.

Contratado pelo Munique 1860 ainda em 2006, o zagueiro manteve sua bua sequência de jogos em território alemão (73 jogos, oito gols). Fora dos planos do segundo time de Munique para 2009, Berhalter voltou aos EUA depois de 15 anos para representar o Los Angeles Galaxy, seu primeiro time profissional em seu país de origem. No Galaxy, disputou 52 partidas e não balançou as redes nenhuma vez. Em 2011, acumulou as funções de jogador e auxiliar-técnico até anunciar sua aposentadoria como atleta em 12 de outubro, realizando sua última partida contra o Houston Dynamo, no dia 23 do mesmo mês.

## Carreira como treinador
Apesar de o Galaxy tentar mantê-lo na comissão técnica em 2012, Berhalter preferiu seguir carreira de treinador na Suécia, tendo sido contratado pelo Hammarby em dezembro de 2011. Em 2013, o ex-zagueiro regressou aos Estados Unidos para comandar o Columbus Crew para exercer as funções de diretor-esportivo e treinador Sob seu comando, o Crew chegou aos playoffs da Major League Soccer 4 vezes e à MLS Cup de 2015, quando perdeu por 2 a 1 para o Portland Timbers.
Em dezembro de 2018, foi anunciado como novo técnico da Seleção Norte-Americana, substituindo o interino Dave Sarachan.

## Seleção Norte-Americana
Berhalter estreou na Seleção Norte-Americana em novembro de 1994, num amistoso contra a Arábia Saudita. Preterido por Steve Sampson para a Copa de 1998, foi convocado para a Copa seguinte, sediada na Coreia do Sul e no Japão, tendo começado como reserva de Jeff Agoos, mas o titular se lesionou e abriu espaço para Berhalter jogar duas partidas.
Esteve prestes a ficar de fora da Copa de 2006, sendo inclusive tirado da lista final de convocados. Porém, uma lesão contraída por Cory Gibbs abriu caminho para Berhalter na Seleção, que não repetiu a boa campanha de 2002, caindo na primeira fase. Ao contrário de 2002, o zagueiro não entrou em nenhuma das três partidas dos EUA na Alemanha.
Além das Copas de 2002 e 2006, Berhalter jogou a Copa América de 1995 e 2 edições da Copa das Confederações (1999 e 2003).

## Títulos
Los Angeles Galaxy
- MLS Cup: 1 (2011)
- MLS Supporters' Shield: 2 (2010 e 2011)

Seleção Norte-Americana
- Liga das Nações da CONCACAF: 2019–20 e 2023–24
- Copa Ouro da CONCACAF: 2021